# Москва (авиакомпания)
ОАО «Авиакомпания Москва» — существовавшая до 2011 года российская авиакомпания, базировавшаяся в аэропорту Внуково в Москве. До октября 2010 года носила название «Атлант-Союз».
Открытое акционерное общество «Авиационная компания „Атлант-Союз“» создано в Москве 8 июня 1993 года. С 1999 года было официальным перевозчиком правительства Москвы.
Планировалось, что на базе «Атлант-Союза» путём объединения с авиакомпаниями ГТК «Россия», «Оренбургские авиалинии», «Кавминводыавиа», «Владивосток Авиа», «Дальавиа», «Сахалинские авиатрассы» и компаниями обанкротившегося авиационного альянса AirUnion («Сибавиатранс», «Красэйр», «Домодедовские авиалинии» и «Самара») будет создана крупная авиакомпания с государственным участием под управлением госкорпорации «Ростехнологии». С сентября 2008 года «Атлант-Союз» приступил к полетам на тех маршрутах, с которых ушли разорившиеся компании AirUnion, однако в начале 2010 года от проекта по созданию объединённой авиакомпании отказались.
Ожидалось, что в июле 2010 года будет проведён ребрендинг компании с новым названием «Авиакомпания Москва», однако в итоге о переименовании было объявлено только в октябре 2010 года. С января 2011 года перешла под управление авиакомпании «ЮТэйр». 18 января 2011 года авиакомпания прекратила выполнение полётов. В апреле 2011 года авиакомпания выполнила свой последний полёт.

## Собственники и руководство
51% акций компании принадлежали правительству Москвы, остальное % — частным акционерам (по данным газеты «Ведомости», основной частный акционер авиакомпании — Виктор Григорьев, генеральный директор Вертолётной сервисной компании).
С 27 декабря 2010 года генеральный директор компании — представитель авиакомпании UTair Андрей Борисович Манвелидзе.

## Маршруты
Изначально авиакомпания создавалась как грузовой перевозчик. Однако в 2008 г. «Атлант-Союз» отказался от грузовых перевозок, прежде всего по причине низкой рентабельности и отсутствия экономически эффективного парка. Чартерная модель в течение многих лет была основной, но её проблемы — высокая конкуренция на рынке, низкие ставки дохода и сезонность. К тому же чартерные перевозки экономически наиболее рискованны. Поэтому с начала кризиса 2008—2009 гг. именно в этом сегменте произошёл главный обвал.
Регулярные перевозки в «Атлант-Союзе» появились недавно[когда?].
Авиакомпания выполняла регулярные и чартерные пассажирские, и грузовые перевозки по России, а также в Австрию, Азербайджан, Бельгию, Египет, Италию, Испанию, Турцию, Латвию, Чехию, Болгарию, Белоруссию, Узбекистан и Украину.
В 2009 году авиакомпания начала выполнение регулярных международных рейсов в Гянджу, Самарканд, Бухару, Фергану, Брест и Гродно. С 2010 года «Атлант-Союз» летает в Анапу, Геленджик, Симферополь, Нахичевань (Азербайджан).

## Деятельность
В 2007 году авиакомпания перевезла 1,67 млн пассажиров (8-е место среди российских авиаперевозчиков) и 10 041 т грузов. Авиакомпания специализируется на чартерных перевозках, доля регулярных рейсов составляет всего 2%. Выручка компании в 2007 году составила 5,57 млрд руб. (в 2006 году — 4,08 млрд руб.), чистый убыток — 446,3 млн руб. (в 2006 году — чистый убыток 246,144 млн руб.)
Объём перевезенных пассажиров в 2008 году составил более 1,4 млн человек.
В 2009 году «Атлант-Союз» перевез 863 тыс. пассажиров (совершив 5,5 тыс. рейсов), что на 560 тыс. пассажиров меньше, чем в 2008 году. С такими показателями «Атлант-Союз» стал третьей по числу перевезённых пассажиров авиакомпанией аэропорта «Внуково», уступив занимаемое в 2008 году второе место авиакомпании «Скай Экспресс». Первое место в рейтинге перевозчиков аэропорта «Внуково» в 2009 году заняла авиакомпания «ЮТэйр».
В 2009 году „Атлант-Союз“ перевез 41% международного чартерного пассажиропотока аэропорта „Внуково“ и 29% пассажиропотока на регулярных международных авиалиниях аэропорта.».
За 6 месяцев 2010 г. авиакомпания увеличила количество перевезенных пассажиров по сравнению с аналогичным периодом 2009 г. на 29 %. Объемы перевозок на регулярных рейсах «Атлант-Союз» увеличились на 50%, на чартерных рост составил 16%.
Увеличение пассажиропотока связано с открытием новых регулярных направлений полетов, а также расширении географии полетов чартерных рейсов. Кроме того, за счёт поступления новых воздушных судов значительно увеличены ёмкости и частоты выполнения рейсов на уже имеющихся направлениях.
Общая численность персонала — более 900 человек.

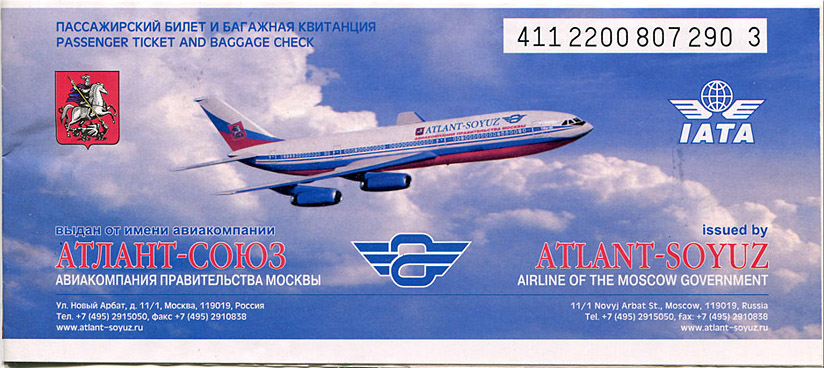
Авиабилет авиакомпании Атлант-Союз

Оборот авиакомпании составлял около 8 млрд руб. в год, а общий долг на конец 2009-го — 14 млрд рублей.

## Флот
- Boeing 737-800: 6

Пять самолетов выпущены в 2002 году и ранее эксплуатировались ирландским лоукостером Ryanair — VQ-BDU, VQ-BDV, VQ-BBR, VQ-BBS, VQ-BCH. Ещё одно судно 2000 года производства — VP-BMI — эксплуатировалось в парках авиакомпаний XL Airways (Excel Airways), Miami Air International и Sabre Airways. В 2011—2012 гг. авиакомпания планировала получить ещё четыре самолета Boeing 737—800.
- Boeing 737-300: 3
- Embraer 120: 4
- Ту-154М: 2 (включая один VIP-компоновки)
- Ил-86: 5

В 2011—2013 годах ожидалась поставка новейшей отечественной авиатехники: 30 самолетов семейства Ан-148 и 15 машин Ту-204СМ. В 2010 году на авиасалоне Фарнборо «Атлант-Союз» заказал 10 самолетов Ан-158.

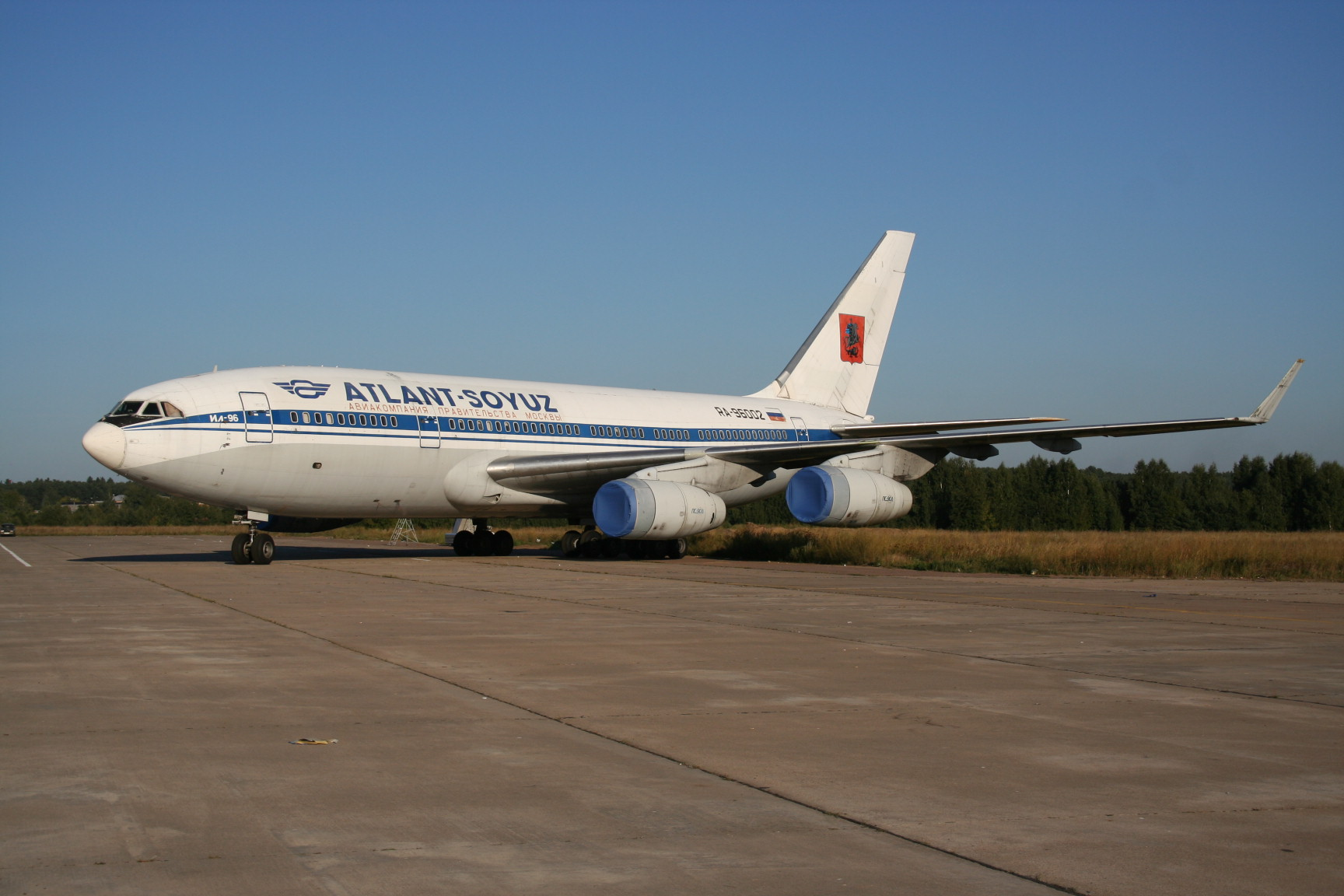
Ил-96-300 авиакомпании Атлант-Союз (в настоящее время эксплуатируется в ОКБ Ильюшина).
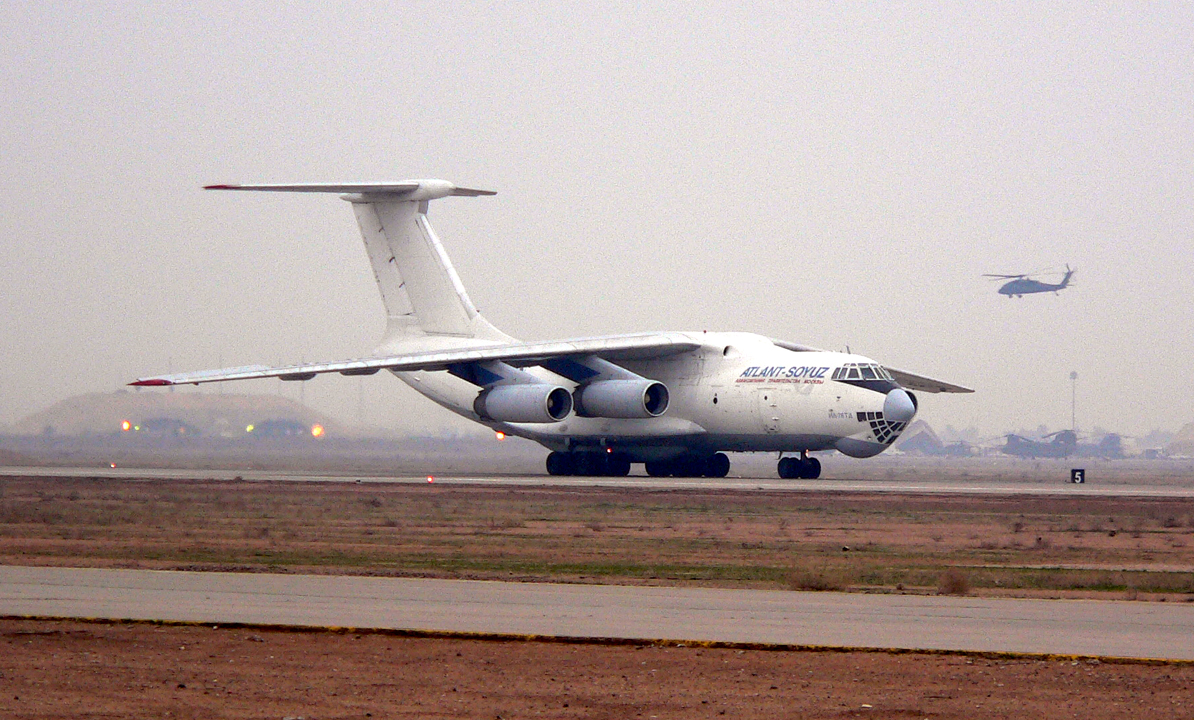
Ил-76 авиакомпании Атлант-Союз
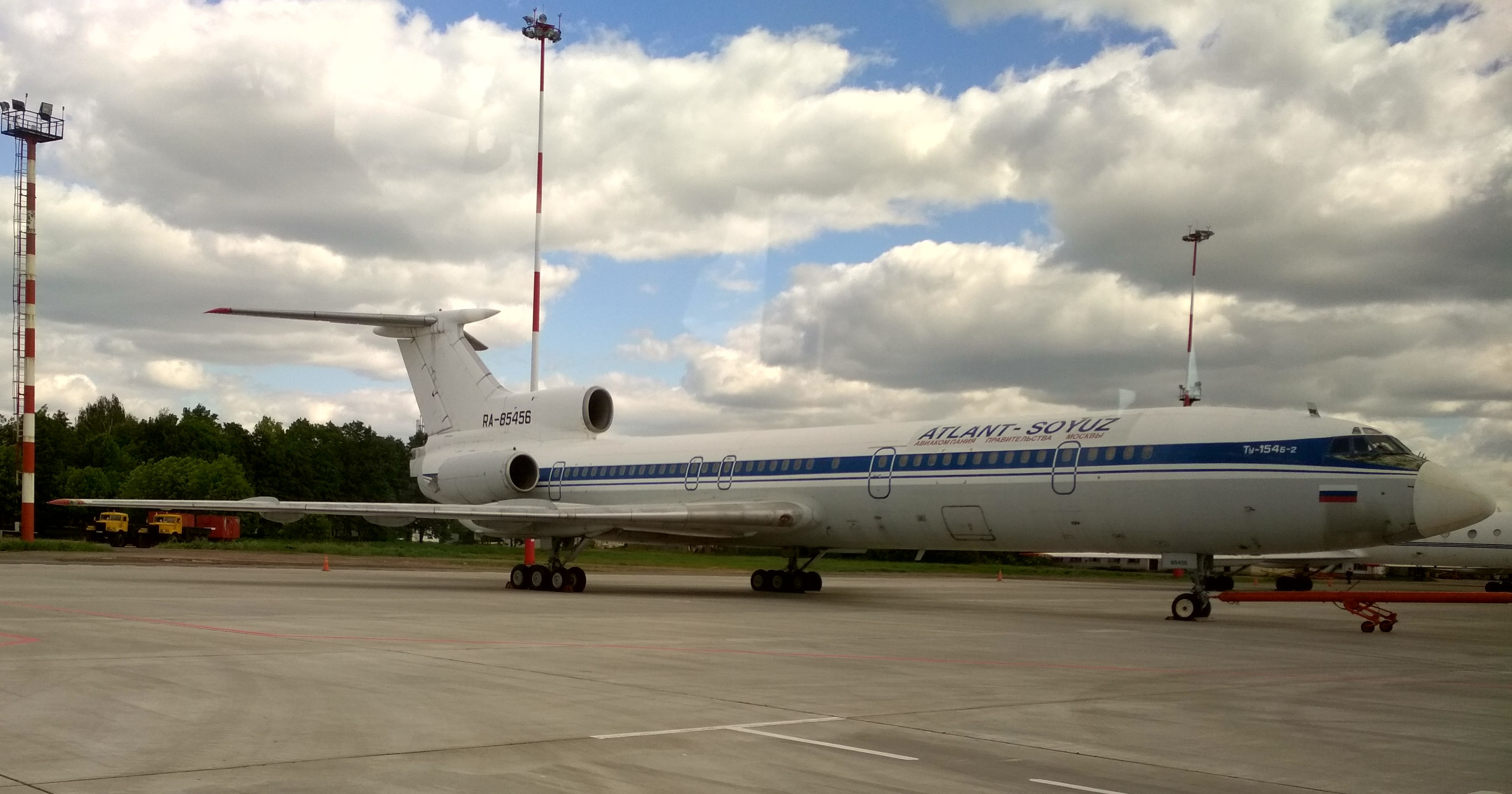
Ту-154Б-2 в ливрее авиакомпании Атлант-Союз на хранении в аэропорту Стригино 2018 год